# Chi ha paura di Virginia Woolf? (film)
Chi ha paura di Virginia Woolf? (Who's Afraid of Virginia Woolf?) è un film del 1966 diretto da Mike Nichols.
È il film d'esordio del regista statunitense, tratto dall'omonima opera teatrale di Edward Albee.
Nel 2013 è stato scelto per essere conservato nel National Film Registry della Biblioteca del Congresso degli Stati Uniti d'America.
Nel 2007 l'American Film Institute l'ha inserito al sessantasettesimo posto della classifica dei cento migliori film americani di tutti i tempi (nella classifica originaria del 1998 non era presente).

## Trama
Sposata con il professore di storia George, Martha ha il vizio del bere che, unito alla noia e all'insoddisfazione, l'ha resa isterica e inasprita. La coppia non è più giovane e conduce una vita monotona in una cittadina del New England.
Una notte, di ritorno da un party in compagnia di una giovane coppia di amici, Martha e George cominciano a litigare rinfacciandosi le cose più orrende, insultandosi ignominiosamente fino a giungere a parlare dell'esistenza di un figlio mai nato, cui però entrambi fingono di credere quasi per giustificare la loro inutile unione.
I loro amici, Nick e sua moglie Ada, assistono impotenti e con raccapriccio al dramma che si svolge in loro presenza ed alla ferocia con la quale i due sposi tentano in ogni modo di ferirsi.
Dopo la scenata e partiti gli ospiti, la vita di Martha e George ripiomba nell'abituale monotonia, ma i due coniugi hanno la sensazione di essere tornati ad un migliore senso della realtà e di aver ritrovato un poco di loro stessi.

## Produzione

### Sviluppo
Il dramma teatrale scritto da Edward Albee nel 1962 era infarcito di linguaggio scurrile con espressioni quali "son-of-a-bitch" ("figlio di puttana") e "screw you" ("fottiti"). Debuttò a Broadway durante il periodo della Crisi dei missili di Cuba, e il pubblico che era andato a teatro per svagarsi e cercare di dimenticare la paura di una guerra nucleare, fu invece investito da parole e situazioni che non si erano mai viste prima a teatro, se non in quello "sperimentale".
L'immediata reazione degli spettatori, dei quali si fecero portavoce i critici, fu che Albee aveva scritto un copione che avrebbe avuto un grande successo a Broadway, ma che non sarebbe mai potuto diventare un film nella sua forma attuale. Ma pubblico e critica non potevano sapere quanto Hollywood sarebbe cambiata nel corso degli anni sessanta, con l'abbattimento di molte censure. Nel trasporre il dramma sullo schermo, Ernest Lehman decise di non modificare in alcun modo i dialoghi originali.

### Casting
La scelta di Elizabeth Taylor, all'epoca riconosciuta come una delle donne più belle del mondo, per interpretare il ruolo della cinquantenne sfatta Martha sorprese molti, ma l'attrice ingrassò 13,5 kg per la parte e la sua interpretazione (insieme a quelle di Burton, Segal, e Dennis) fu lodata dalla critica. Quando il capo della Warner Bros., Jack L. Warner, approcciò Albee per acquistare i diritti del dramma teatrale, gli disse di voler scritturare Bette Davis e James Mason per i ruoli di Martha e George. Nella sceneggiatura, Martha si riferisce alla Davis e cita una celebre battuta di un suo film (Peccato del 1949). Albee fu deliziato dalla scelta del cast, ritenendo "James Mason assolutamente perfetto per la parte... e che vedere Bette Davis imitare Bette Davis nella prima scena sarebbe stato esilarante". Tuttavia, alla fine il regista Mike Nichols e Lehman optarono per Elizabeth Taylor e Richard Burton, due stelle di prima grandezza all'epoca, che avrebbero garantito maggiori incassi. Edward Albee restò sorpreso dal cambiamento, ma successivamente dichiarò che la Taylor e Burton avevano fatto un buon lavoro, anche se avrebbe comunque preferito le prime scelte Davis e Mason. Per la parte di Martha erano stati fatti pubblicamente anche i nomi di Geraldine Page e Ava Gardner.

### Riprese
Appena iniziate le riprese, l'associazione Catholic Legion of Motion Pictures (ex Catholic Legion of Decency), diramò un comunicato preliminare nel quale indicava che molto probabilmente avrebbe "sconsigliato" la visione della pellicola date le tematiche trattate, anche se si riservava di vedere il film prima di emettere un giudizio. La Motion Picture Association of America (MPAA) si spinse anche oltre dichiarando che se la Warner Bros. non avesse modificato in alcun modo il linguaggio scurrile presente nel dramma teatrale, si poteva scordare il visto censura.
La maggior parte degli esterni furono girati allo Smith College, Northampton, Massachusetts.

### Colonna sonora
Le musiche per il film furono composte da Alex North. La colonna sonora uscì su LP. All'epoca dell'uscita del film nei cinema, fu distribuito dalla Warner Bros. anche un doppio LP che includeva tutti i dialoghi del film più una canzone intitolata Virginia Woolf Rock che si può ascoltare in sottofondo mentre Martha e Nick ballano (anche se in versione leggermente differente rispetto a quella presente nel film).

## Differenze tra opera teatrale e film
L'adattamento cinematografico differisce leggermente in alcuni punti rispetto all'opera teatrale, nella quale compaiono solo quattro personaggi. Nel film compaiono anche in ruoli minori dei comprimari quali il tenutario della sala da ballo, che ha solo poche battute, e la moglie dello stesso, che serve dei drink al tavolo e se ne va silenziosamente.
Il dramma è ambientato interamente nella casa di Martha e George. Nel film invece, una scena si svolge in una sala da ballo, una nel cortile della casa di George e Martha, ed una nella loro auto. Nonostante queste lievi differenze, il film è estremamente fedele alla pièce teatrale.

## Riconoscimenti
Chi ha paura di Virginia Woolf? è uno dei due soli film (l'altro è I pionieri del West del 1931) ad essere stato candidato in ogni categoria agli Academy Awards nelle quali fosse eleggibile. Ognuno dei quattro attori principali fu candidato per l'Oscar ma solamente Elizabeth Taylor e Sandy Dennis lo vinsero, aggiudicandosi le statuette rispettivamente come Miglior attrice e Miglior attrice non protagonista. Il film vinse anche l'Oscar per la Miglior fotografia B/N (ultima pellicola ad aggiudicarsi il premio prima che la categoria venisse eliminata l'anno seguente), Migliori costumi, e Miglior scenografia.
- 1967 - Premio Oscar
  - Miglior attrice protagonista a Elizabeth Taylor
  - Miglior attrice non protagonista a Sandy Dennis
  - Migliore fotografia a Haskell Wexler
  - Migliore scenografia a Richard Sylbert e George James Hopkins
  - Migliori costumi a Irene Sharaff
  - Candidatura Miglior film a Ernest Lehman
  - Candidatura Migliore regia a Mike Nichols
  - Candidatura Miglior attore protagonista a Richard Burton
  - Candidatura Miglior attore non protagonista a George Segal
  - Candidatura Migliore sceneggiatura non originale a Ernest Lehman
  - Candidatura Miglior montaggio a Sam O'Steen
  - Candidatura Miglior sonoro a George Groves
  - Candidatura Miglior colonna sonora a Alex North

- 1967 - Golden Globe
  - Candidatura Miglior film drammatico
  - Candidatura Migliore regia a Mike Nichols
  - Candidatura Miglior attore in un film drammatico a Richard Burton
  - Candidatura Miglior attrice in un film drammatico a Elizabeth Taylor
  - Candidatura Miglior attore non protagonista a George Segal
  - Candidatura Miglior attrice non protagonista a Sandy Dennis
  - Candidatura Migliore sceneggiatura a Ernest Lehman
- 1967 - Premio BAFTA
  - Miglior film
  - Miglior attore britannico a Richard Burton
  - Miglior attrice britannica a Elizabeth Taylor

- 1966 - National Board of Review Award
  - Miglior attrice protagonista a Elizabeth Taylor
  - Migliori dieci film
- 1967 - Kansas City Film Critics Circle Award
  - Miglior film
  - Miglior attrice protagonista a Elizabeth Taylor
- 1967 - Grammy Award
  - Candidatura Miglior colonna sonora a Alex North
- 1966 - New York Film Critics Circle Award
  - Miglior attrice protagonista a Elizabeth Taylor
  - Candidatura Miglior attore protagonista a Richard Burton

- 1967 - American Cinema Editors
  - Candidatura Miglior montaggio a Sam O'Steen
- 1967 - Directors Guild of America
  - Candidatura DGA Award a Mike Nichols
- 1967 - Laurel Award
  - Miglior film
  - Miglior attrice a Elizabeth Taylor
  - Miglior attore a Richard Burton
  - Miglior attrice non protagonista a Sandy Dennis
  - Candidatura Miglior attore non protagonista a George Segal
- 1967 - National Society of Film Critics Award
  - Candidatura Miglior attore protagonista a Richard Burton
- 1967 - Writers Guild of America
  - WGA Award a Ernest Lehman